# Laphria trux
Laphria trux är en tvåvingeart som beskrevs av Mcatee 1919. Laphria trux ingår i släktet Laphria och familjen rovflugor. Inga underarter finns listade i Catalogue of Life.